# قلعة اللورد إجيرتون
قلعة لورد ايغرتون (بالإنجليزية: Lord Egerton Castle)‏ منزل على طراز قلعة يقع على بعد 14 كم خارج ناكورو، كينيا. بني في عام 1938 لصالح البارون موريس إجيرتون. وأوكلت مهمة البناء للمهندس المعماري ألبرت براون. استمر البناء حتى عام 1954. وفي عام 1996 أُعلنت القلعة نصبًا تذكاريًا بموجب "قانون التحف الأثرية والمعالم" الكيني. افتتحت القلعة للجمهور في عام 2005 ووضعت تحت إدارة جامعة إجيرتون.

## التاريخ

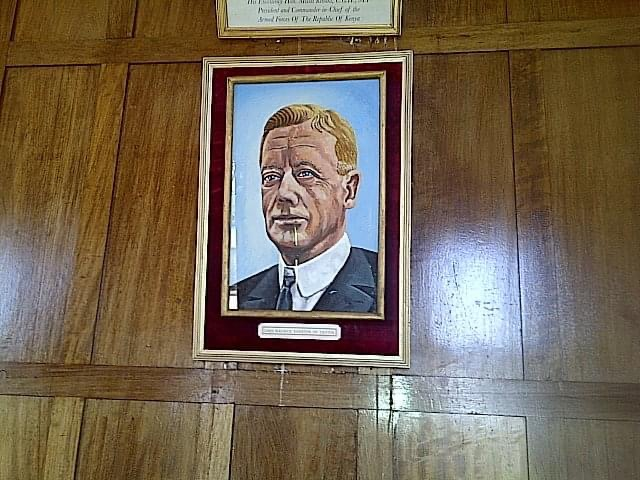
لورد ايجيرتون

بعد شراء الأرض، بنى موريس إجيرتون في البداية منزلاً صغيراً. وأثناء الإقامة فيه، شرع ببناء منزل ثاني مكون من أربع غرف نوم. وخلال هذه الفترة، كان اللورد إجيرتون يغازل سيدة إنجليزية شقراء تدعى فيكتوريا وكان حريصًا على الاستقرار معها. لكن السيدة رفضت عرضه بسبب منزله المتواضع الذي لا يليق بذوقها ومعاييرها. حتى أنها كانت تشير إلى المنزل على أنه "حظيرة دجاج".
دفع هذا موريس إجيرتون إلى بناء القلعة المهيبة في عام 1938 لإثارة إعجاب السيدة، والتي رفضت للمرة الثانية عرض زواجه. مع توقف الحرب العالمية الثانية، استمر البناء لمدة ستة عشر عامًا حتى اكتماله في عام 1954. بعد رفضها الزواج من إجيرتون، سافرت فيكتوريا على الفور إلى إنجلترا. ومع هذا الإذلال، اتخذ اللورد إيجرتون قرارًا بعدم إشراك النساء في حياته وعدم الزواج أبدًا.
ولم يُسمح لأي امرأة بالدخول إلى القلعة لأي سبب كان. حيث أُجبر أصدقاؤه وعمال المزارع على ترك زوجاتهم أو صديقاتهم عند البوابة كلما أرادوا رؤية اللورد إجيرتون. أصر اللورد إجيرتون في وصيته أن الكلية الزراعية التي أسسها مخصصة للذكور فقط ومنعت النساء من دخولها لعدة سنوات حتى وجهت حكومة كينيا قبول النساء في الكلية تحت ضغط نقص المرافق التعليمية ثم توسعت لاحقًا المؤسسة حتى يومنا هذا وتحولت الى جامعة إجيرتون.
بقي البارون إجيرتون في القلعة لمدة أربع سنوات فقط حتى وفاته عام 1958 عن 83 عامًا.

## الأجزاء الداخلية
تضم القلعة 52 غرفة تشمل:
- قاعة رقص مع آلة أورغن.
- غرفة مظلمة لمعالجة أفلام التصوير الفوتوغرافي.
- مدخل القاعة.
- غرف نوم رئيسية.
- غرف الدراسة.
- مخزن نبيذ.